# Coral Sea Glacier
Coral Sea Glacier är en glaciär i Antarktis. Den ligger i Östantarktis. Nya Zeeland gör anspråk på området. Coral Sea Glacier ligger 1 305 meter över havet.
Terrängen runt Coral Sea Glacier är bergig åt sydväst, men åt nordost är den kuperad. Trakten är obefolkad. Det finns inga samhällen i närheten.